# سیارک ۱۳۹۱

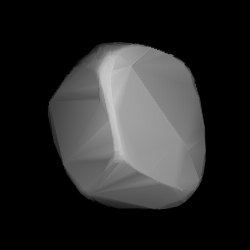
مدل سه‌بُعدی سیارک ۱۳۹۱ بر طبق منحنی نور آن

سیارک ۱۳۹۱ (به انگلیسی: 1391 Carelia، نامگذاری:1936DA) هزار و سیصد و نود و یکمین سیارک کشف شده‌است که در ۱۶ فوریه ۱۹۳۶ کشف شد.
قدر مطلق سیارک برابر ۱۲٫۰۷ است.